# Mauro Depergola
Mauro Depergola es un deportista argentino que compite en tenis de mesa adaptado Obtuvo la medalla de oro en la competencia individual durante los Juegos Parapanamericanos lima 2019 clasificando a sus segundos Juegos Paralímpicos.
Obtuvo la medalla de oro en la competencia individual durante los Juegos Parapanamericanos de 2019, ganando a sus compatriotas Rodríguez Ochoa y Romero, definiendo el torneo contra Sarand de EE. UU. De esta manera consigue la clasificación directa a sus segundos Juegos Paralímpicos de Tokio 2020.
Sus inicios fueron en el Club 25 de Mayo (Olivos). Desde ese entonces representa al equipo argentino en el circuito internacional. Se destacan grandes resultados en Parapanamericanos, tales como la Medalla de Plata en Costa Rica 2013 y Toronto 2015.
Su primera competición paralímpica fue en Río de Janeiro 2016.